# 观澜角公园
观澜角公园，位于天津市滨海新区中新天津生态城南堤滨海步道最东端，北接东堤公园，占地面积16.8公顷，毗邻渤海海湾，处于永定河与渤海的交汇处。
观澜角公园2021年8月启动建设，2023年落成。